# Calle nueva (El Banco)
La Calle Nueva, también llamada Calle 7, es una avenida importante que atraviesa todo el centro del municipio de El Banco. Esta avenida esta conectada con la carretera que lleva a Chimichagua, lo que la convierte en una vía de tránsito importante en el municipio.
Se extiende a lo largo de 3,4 km, parte desde el Río Magdalena en ella se cruza importantes vías como la Carrera 13 y 15, estas últimas se comunican con las carreteras de Tamalameque y Guamal. También se destaca por atravesar una gran cantidad de comercios locales. Desde pequeñas tiendas hasta grandes supermercados. La presencia de esto a lo largo de la Calle Nueva la convierte en un lugar muy concurrido del municipio y contribuyen a la economía local y a la creación de empleo.

## Nuevo pavimento rígido
En respuesta a las preocupaciones de la comunidad y los que pasan por el municipio de El Banco, el Instituto Nacional de Vías han tomado medidas para mejorar la infraestructura vial de la Calle Nueva. Una de estas medidas es la renovación del pavimento rígido a la calle, que se ha visto gravemente afectado por el tráfico de vehículos pesados. 
El nuevo pavimento que se está instalando es mucho más resistente y duradero que el anterior, lo que significa que puede soportar mejor el tráfico de vehículos pesados y reducir el impacto que éstos tienen en la calidad de la calle. Además, el nuevo pavimento tiene una textura que mejora la adherencia de los neumáticos de los vehículos, lo que reduce el riesgo de accidentes y mejora la seguridad vial en la zona.

## Localización y lugares de interés
Este recorre todo el norte y sur del municipio se puede encontrar varios lugares de interés como:
1. Alcaldía Municipal
2. Supermercados como la Olímpica,[3] Tiendas D1 y la Tiendas Ara
3. La Biblioteca Pública Municipal Víctor S. Lara
4. Varios restaurantes como Benditos típicos, Parilla de mi ama y mucho más
5. Iglesia Pentecostal Unida De Colombia IPUC Banco Central
6. Cementerio municipal y la iglesia de esta
7. Estadio municipal San Mateo
8. El colegio Instituto Marlian sede Bachillerato
9. Banco de Bogotá y BBVA
10. Hotel Radoa
11. Muchos comercios con variedad cada uno

En el sur de la avenida se pueden encontrar importantes sitios turísticos y culturales. Entre ellos, destacan el Muelle de El Banco, la Catedral Nuestra Señora de la Candelaria y el nuevo malecón del río, el cual actualmente se encuentra en construcción.

## Historia
En sus inicios, la Calle Séptima era una calle de tierra que conectaba los barrios del centro de la ciudad. Con el tiempo, se fue convirtiendo en una vía cada vez más importante, al ser utilizada por los habitantes de la zona para desplazarse y para el transporte de mercancías.
En la década de 1940, la Calle Séptima se pavimentó y se amplió su ancho, lo que la convirtió en una calle más cómoda y segura para el tránsito de vehículos y peatones. En ese mismo periodo, se construyeron varios comercios y residenciales en la calle, lo que contribuyó a su desarrollo económico.

## Inundaciones
La calle suele verse afectada por las lluvias y las inundaciones en las temporadas de invierno, en las zonas bajas y cercana al río Magdalena. Estos eventos climáticos pueden causar estragos en la economía local, especialmente en el sector comercio, que se ve afectado por la imposibilidad de acceder a las tiendas y establecimientos.
Las inundaciones también causan daños en la infraestructura vial y de transporte, lo que dificulta la movilización de las personas y los bienes, y puede restringir la llegada de suministros y la distribución de productos. 
Las familias que viven en zonas bajas o cercanas a cuerpos de agua corren el riesgo de perder sus hogares y sus pertenencias debido a las inundaciones, lo que puede generar una situación de desplazamiento forzado y desestabilización social.